# Liste der Bahnhöfe und Haltepunkte in Danzig

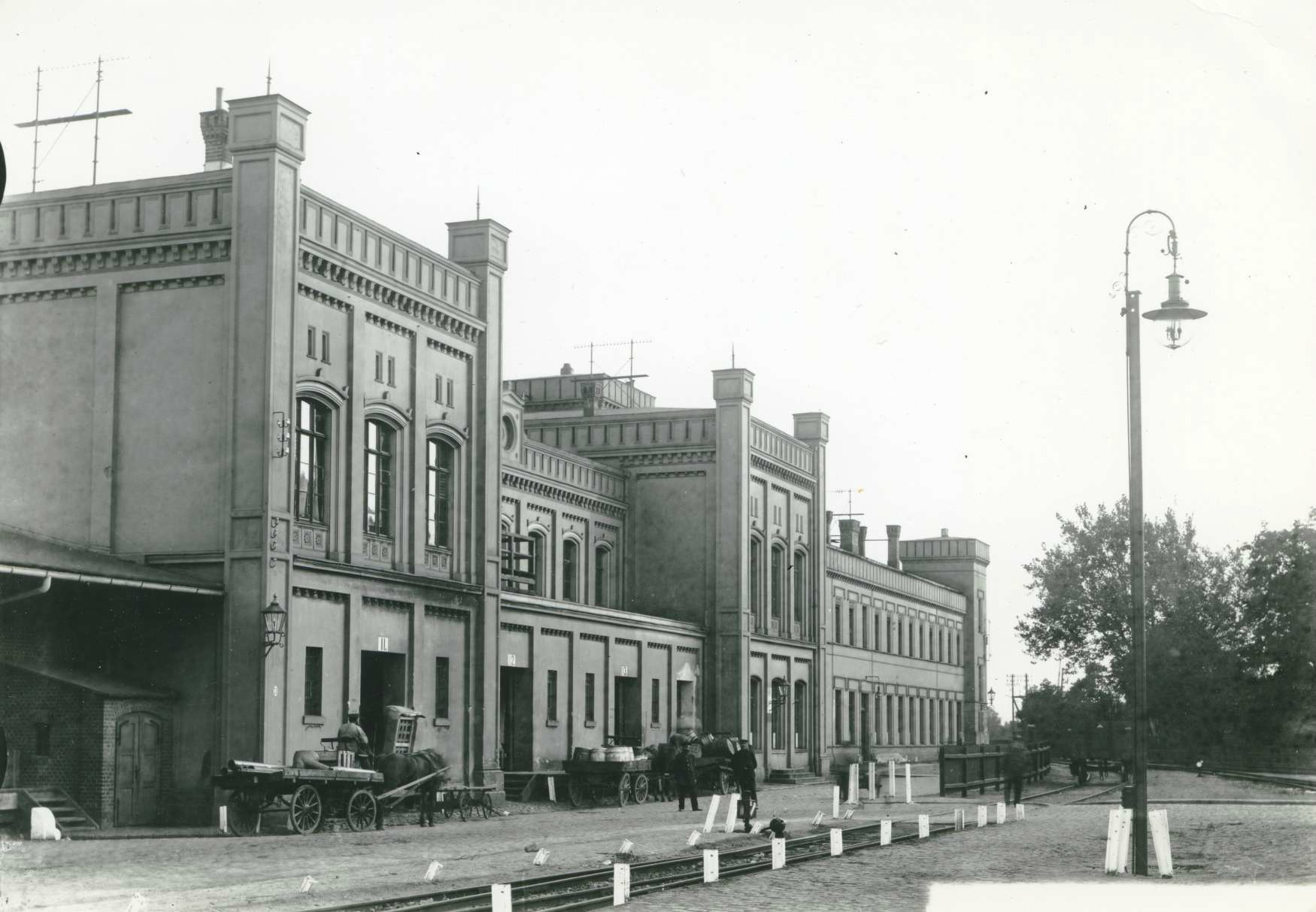
Bahnhof Danzig Legetor (um 1900)

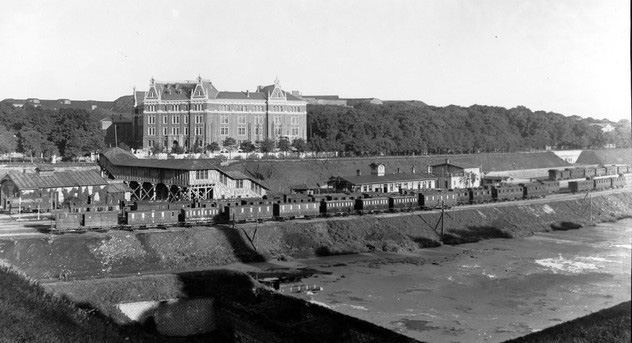
Bahnhof Danzig Hohetor (vor 1895)

Diese Liste führt die Bahnhöfe und Haltepunkte der Stadt Danzig auf. Aufgeführt sind alle Bahnhöfe, Bahnstationen und Haltepunkte (polnisch Przystanek osobowy) der Stadt Danzig im heutigen Polen, seit Aufnahme des Bahnverkehrs im Jahr 1852.

## Geschichte
Als erster Bahnhof wurde im August 1852 der Bahnhof Danzig Legetor (polnisch Gdańsk-Kłodno) an der Preußischen Ostbahn eröffnet. Im Jahr 1867 wurde von Danzig-Olivaertor der Verkehr nach Neufahrwasser (Nowy Port) aufgenommen und drei Jahre später folgte die Bahnstrecke Stettin–Danzig mit dem Endpunkt im Bahnhof Danzig Hohetor. Der Lückenschluss zwischen den Strecken erfolgte 1896 mit dem Zentralbahnhof, neben dem bis 1900 der Hauptbahnhof gebaut wurde.
In der Zwischenkriegszeit bedienten von 1920 bis 1939 die Polskie Koleje Państwowe (PKP, Polnische Staatsbahnen) die Strecken der Freien Stadt Danzig. Der erste Danziger Flughafen erhielt 1924 eine Bahnstation.
Gdańsk-Kłodno (seit 1940 Leeges Tor) diente in den Jahren nach 1945 der Abschiebung und Ankunft deutscher und polnischer Vertriebener. Die Vorortbahnen der Szybka Kolej Miejska (SKM) nahmen 1951 den Probebetrieb auf der Strecke nach Nowy Port und 1952 den allgemeinen Betrieb auf. Im Jahr 2015 wurde Bahnstrecke Wrzeszcz–Osowa von Langfuhr zum Flughafen fertiggestellt. Bedient wird diese durch die Pomorska Kolej Metropolitalna (PKM, Pommersche Stadtbahn; siehe Streckenartikel).

## Personenbahnhöfe

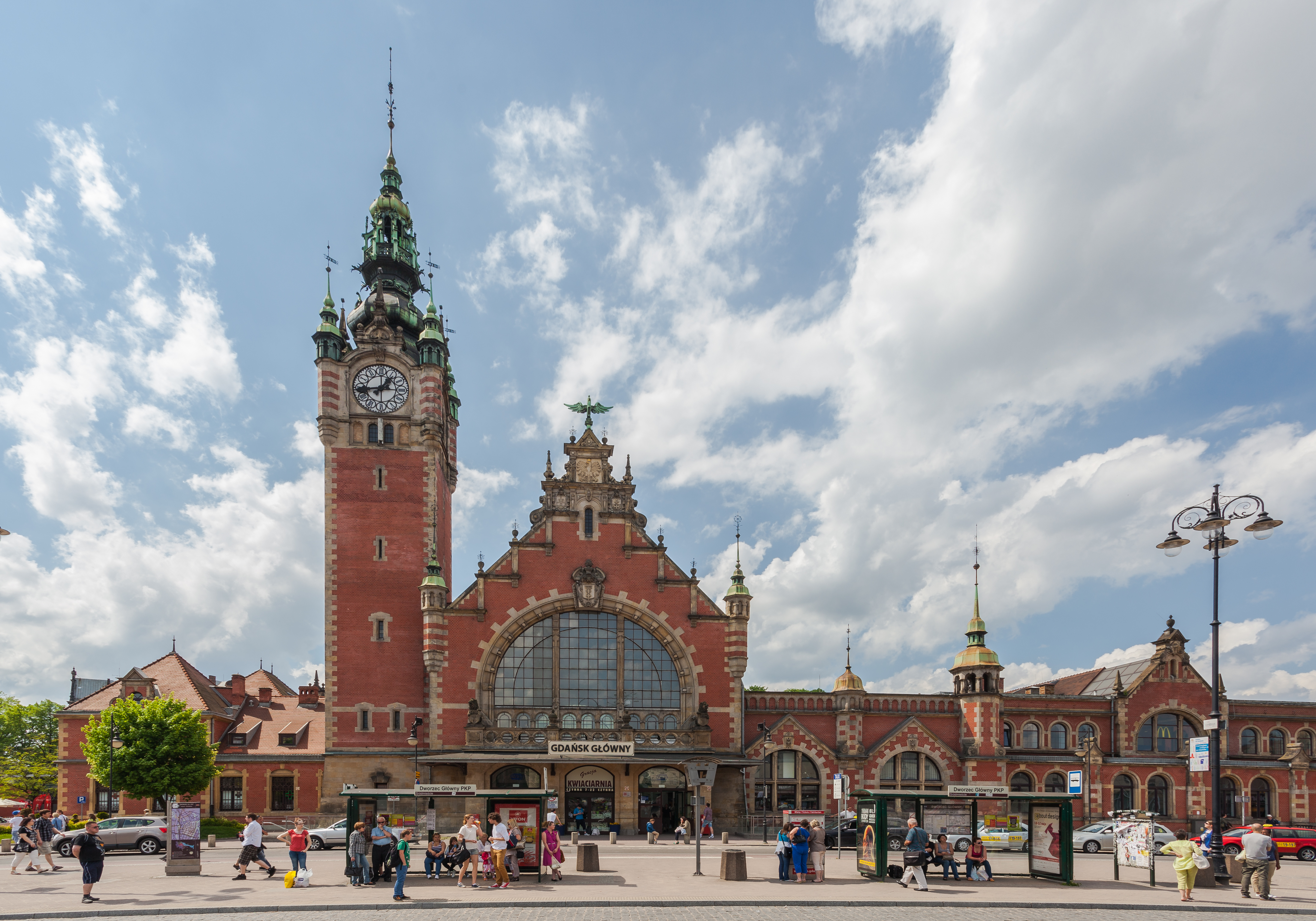
Gdańsk Główny

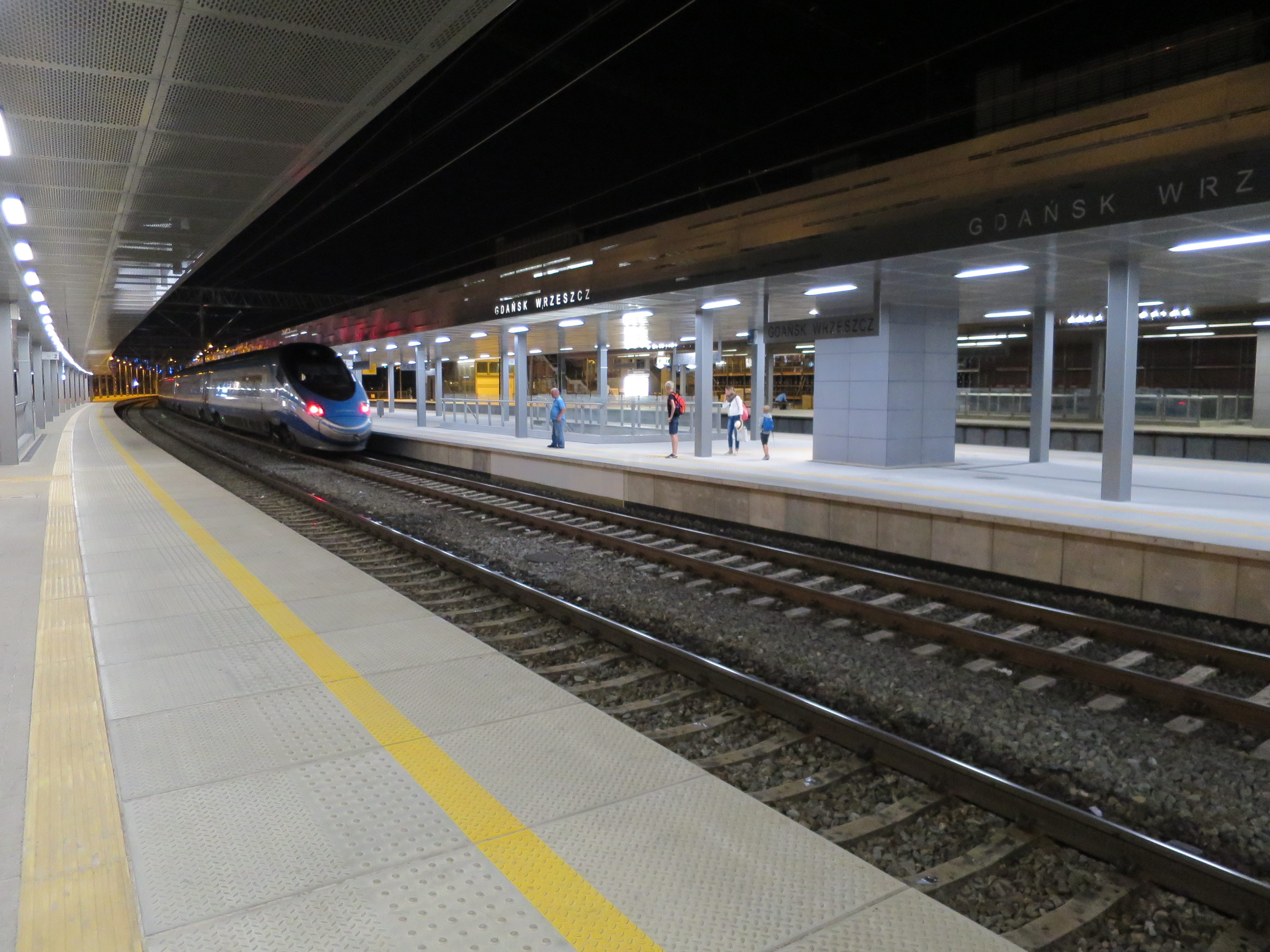
Bahnhof Gdańsk Wrzeszcz (auch SKM- und PKM-Halt)

### Aktuell bediente Bahnhöfe
- Gdańsk Główny (Danzig Hbf.), seit 1900
- Gdańsk Osowa (Osowa, 1939 Espenkrug), seit 1921
- Gdańsk Wrzeszcz (Danzig-Langfuhr), seit 1870

### Aktuell bediente Haltepunkte der PKP

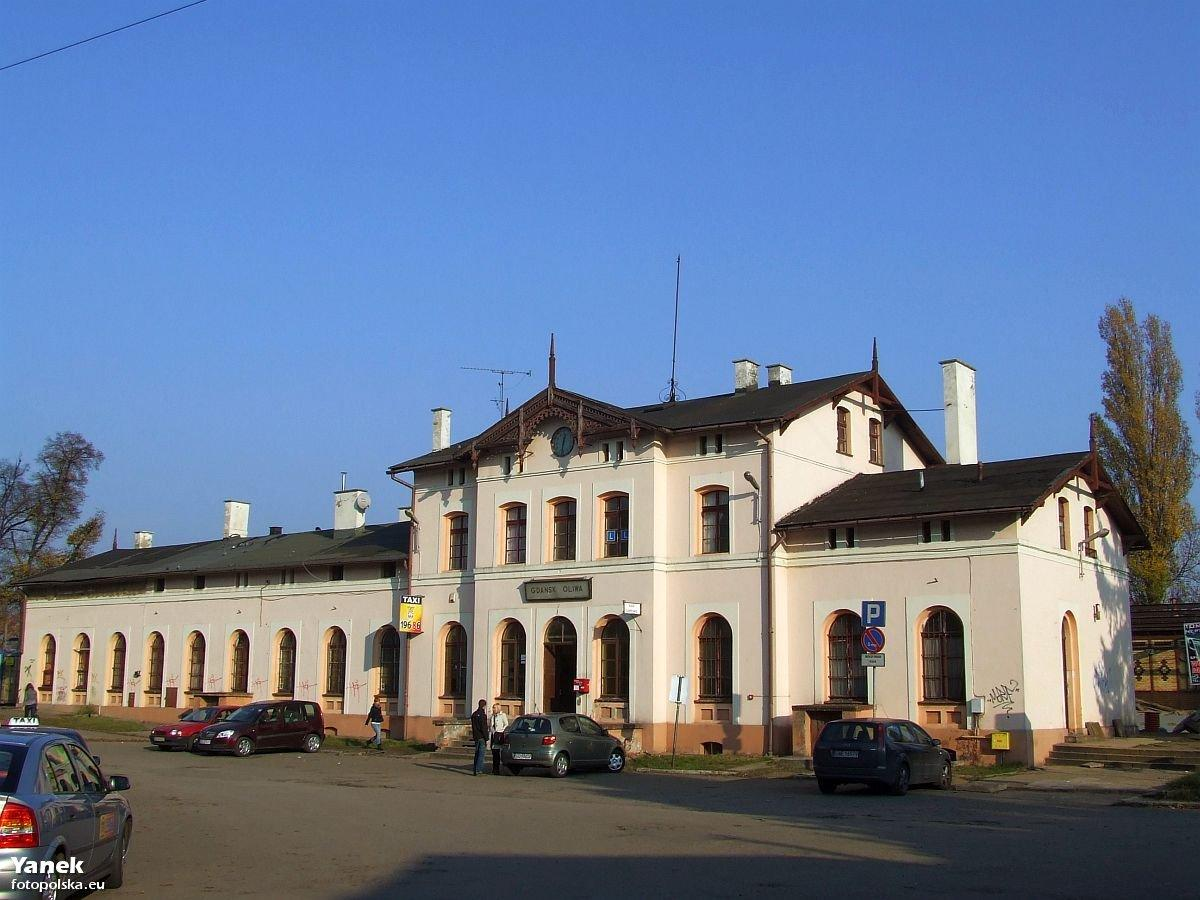
Gdańsk Oliwa

- Gdańsk Oliwa (Oliva, Danzig-Oliva), seit 1870 (Halt aller Fernzüge)
- Gdańsk Lipce (Danzig-Guteherberge), seit 1878
- Gdańsk Orunia (1954–1966 Gdańsk Orunia Osobowy, Danzig-Ohra), seit 1895

### Aktuell bediente Haltepunkte der SKM
Bahnstrecke Gdańsk–Stargard (Streckennummer 250; Vorortbahn)
- Gdańsk Śródmieście („Innenstadt“), seit 2015
- [Gdańsk Główny], siehe Bahnhöfe
- Gdańsk Stocznia („Werft“, Danzig-Olivaertor), seit 1952
- Gdańsk Politechnika (1909 Danzig-Technische Hochschule, 1952–1960er Gdańsk Nowa Szkocja), 1909–1945, seit 1952
- [Gdańsk Wrzeszcz], siehe Bahnhöfe
- Gdańsk Zaspa (1924 Danzig-Flughafen, 1952–1975 Gdańsk Lotnisko), seit 1924
- Gdańsk Przymorze-Uniwersytet (1952 Gdańsk Polanki, 1965–2003 Gdańsk Przymorze), seit 1952
- [Gdańsk Oliwa], siehe Haltepunkte der PKP
- Gdańsk Żabianka-AWFiS („Poggenkrug/Sportakademie“) (1975–2010 Gdańsk Żabianka), seit 1975

Veranstaltungsbedingte Bedienung
- Gdańsk Stadion Expo, seit 2012; für Veranstaltungen im Stadion Gdańsk und in der AmberExpo

### Aktuell bediente Haltepunkte der PKM

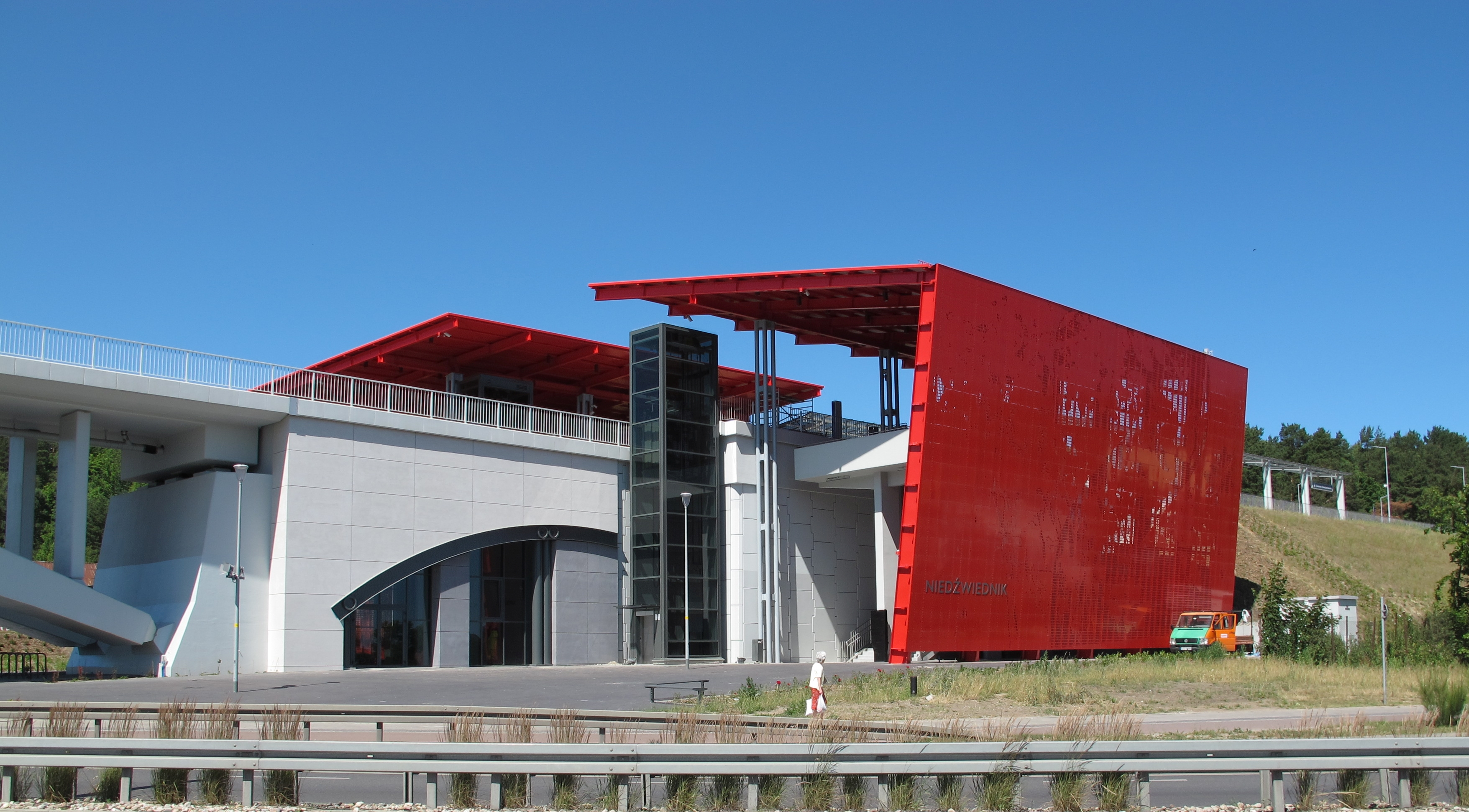
Gdańsk Niedźwiednik

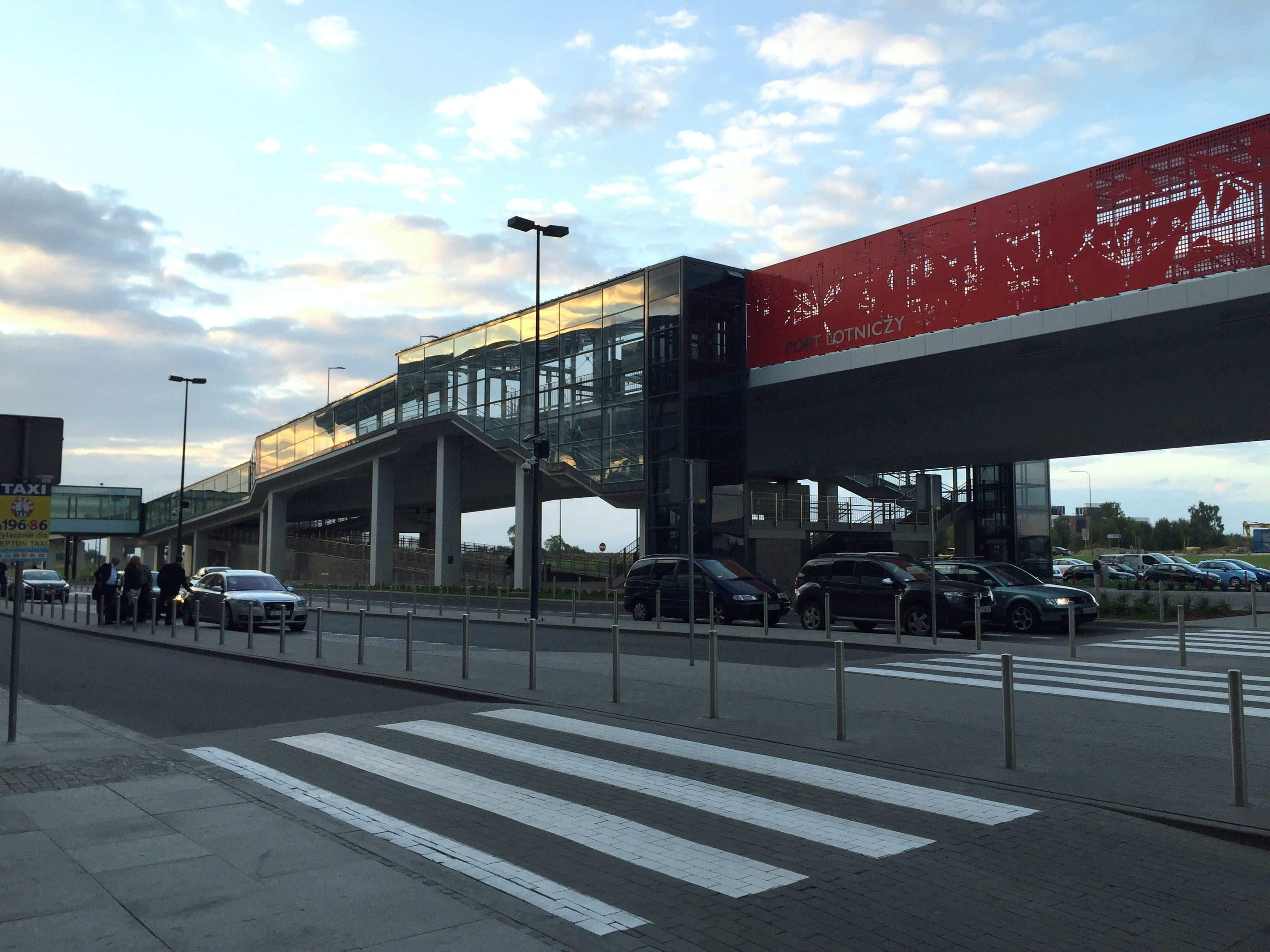
Gdańsk Port Lotniczy (Flughafen)

Bahnstrecke Gdańsk Wrzeszcz–Gdańsk Osowa (Streckennummer 248)
- [Gdańsk Wrzeszcz], siehe Bahnhöfe
- Gdańsk Strzyża („Hochstrieß“), seit 2015
- Gdańsk Niedźwiednik („Bärenwinkel“), seit 2015
- Gdańsk Brętowo (Danzig-Brentau), 1914–1945, seit 2015
- Gdańsk Jasień („Nenkau“), seit 2015
- Gdańsk Kiełpinek („Klein Kelpin“), seit 2015
- Gdańsk Matarnia („Mattern“), seit 2015
- Gdańsk Port Lotniczy („Flughafen“), seit 2015
- Gdańsk Rębiechowo („Ramkau“), seit 2015
- [Gdańsk Osowa], siehe Bahnhöfe

### Ehemalige Personenbahnhöfe
- Bahnhof Danzig Legetor, 1852–1896, 1945~1947 (Gdańsk-Kłodno)
- Danzig-Olivaertor, 1867–1870
- Bahnhof Danzig Hohetor, 1870–1896
- Zentralbahnhof, 1896–1900

### Ehemalige Haltepunkte und Stationen

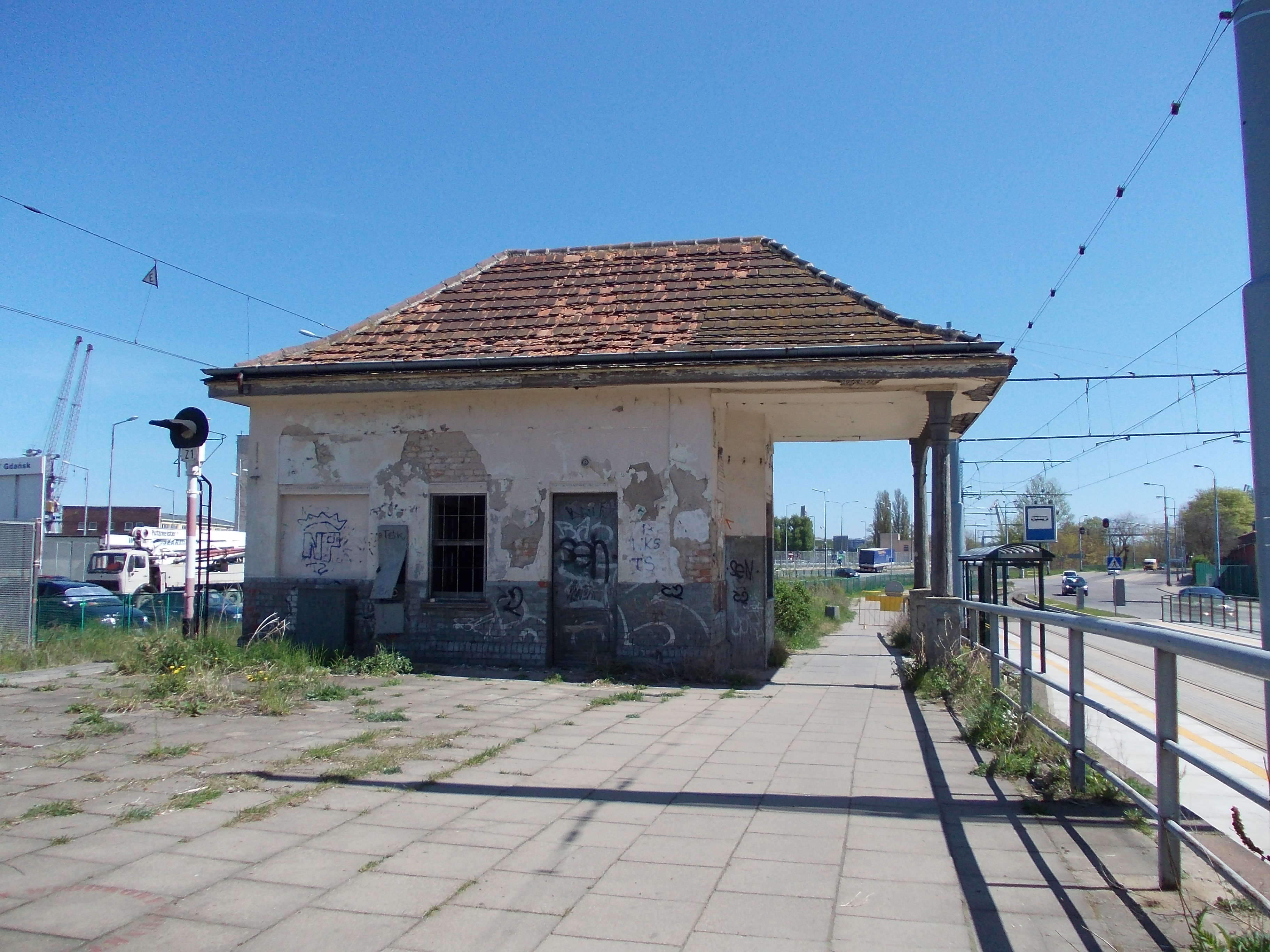
Gdańsk Brzeźno (2012)

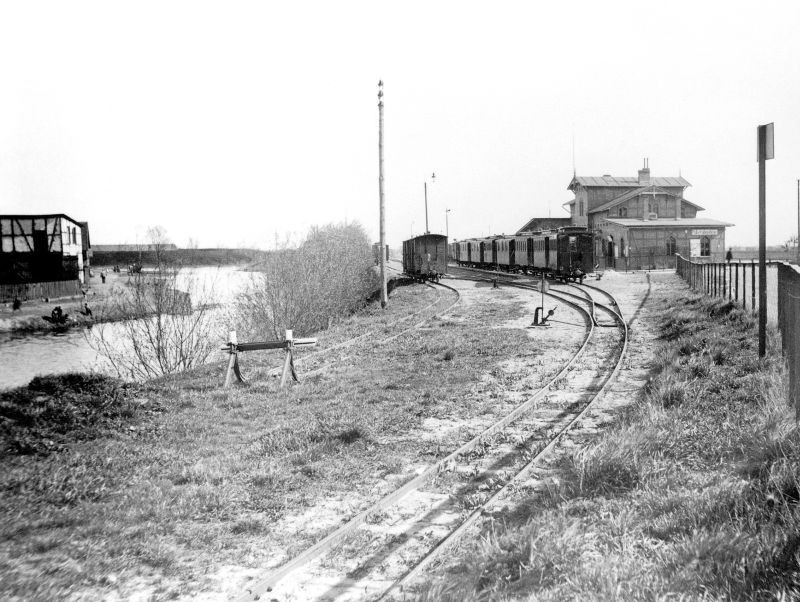
Kleinbahnhof (um 1905)

Bahnstrecke Warszawa–Gdańsk (Streckennummer 9) und Nebenstrecken
- Gdańsk Święty Wojciech (Danzig-Sankt Albrecht), 1894–1992
- Gdańsk Biskupia Górka (Danzig-Petershagen), 1909–1945, 1965?
- Klein Kelpin, 1914–1945
- Gdańsk Kokoszki (Kokoschken/Burggraben), 1914–1973
- Klukowo (Matarnia), 1957–1973

Bahnstrecke Gdańsk Główny–Gdańsk Nowy Port (Streckennummer 249; bestehender Güterverkehr)
- Gdańsk Nowe Szkoty (Danzig-Neuschottland), 1890–2006
- Gdańsk Kolonia (Danzig-Schellmühl, später Danzig-Reichskolonie), 1889–1892, 1908–2005[1]
- [Gdańsk Stadion Expo] (einzig bestehender Haltepunkt, nur bei Veranstaltungen bedient)
- Gdańsk Zaspa Towarowa (Rangierbhf. Saspe), 1867–2005
- Gdańsk Brzeźno (Danzig-Brösen), 1869–1890, 1900–2005[2]
- Gdańsk Nowy Port (Danzig-Neufahrwasser), 1867–2002

### Ehemaliger Kleinbahnhof
Żuławska Kolej Dojazdowa (ZKD, Westpreußische Kleinbahnen AG)
- Gdańsk Wąskotorowy (Danzig-Kleinbahnhof), 1905–1973

## Rangierbahnhöfe

### Bestehende Rangierbahnhöfe

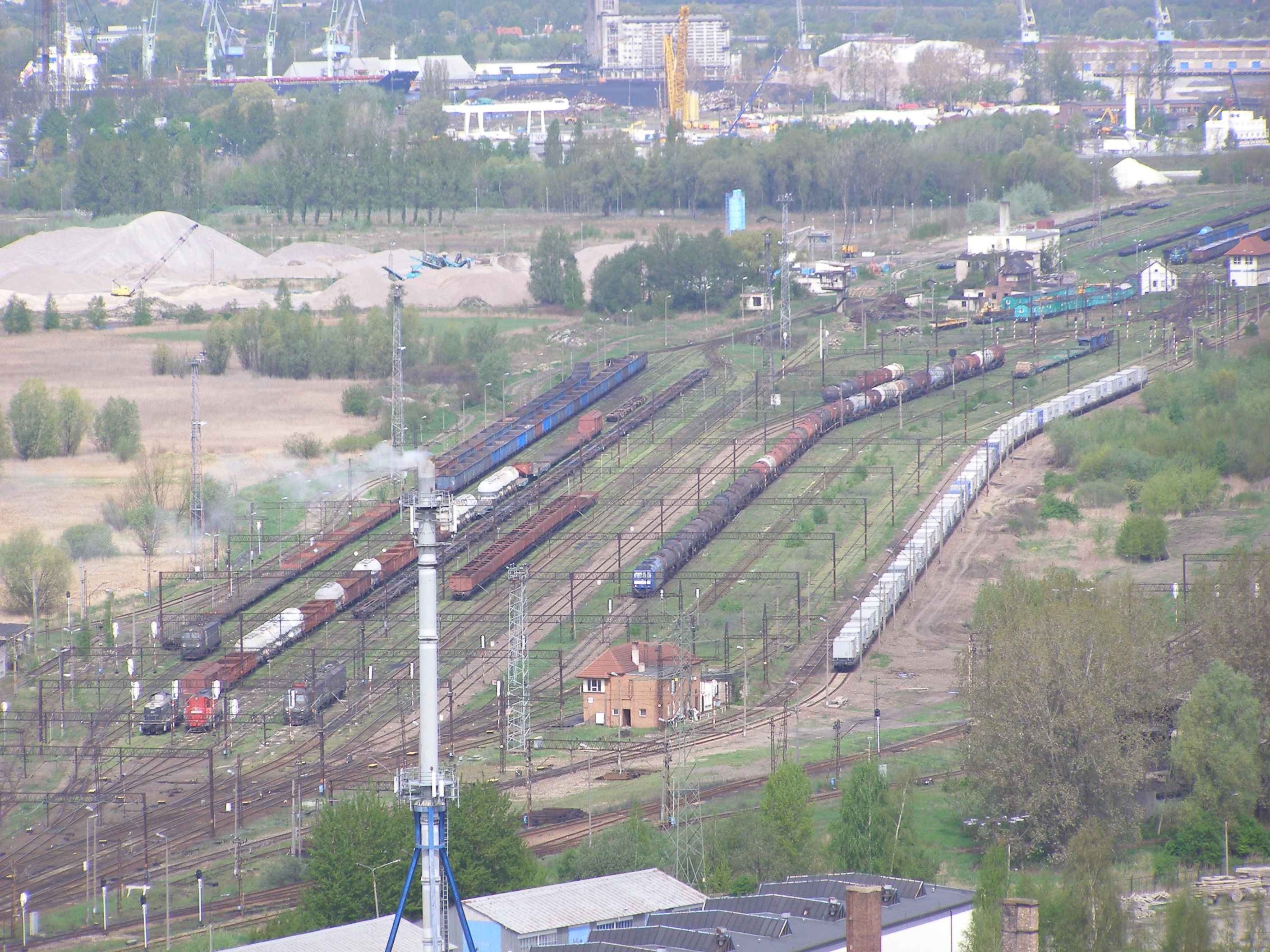
Gdańsk Port Północny (2013)

- Gdańsk Południowy (1905 Danzig-Verschiebebahnhof, 1921 Danzig-Rangierbahnhof)
- Gdańsk Olszynka („Groß Walddorf“)
- Gdańsk Port Północny („Nordhafen“)
- Gdańsk Zaspa Towarowa (Rangierbhf. Saspe, auch Lokbhf.), seit 1867

### Ehemalige Rangier- und Güterbahnhöfe
- Gdańsk Wiślany (Weichsel-Bahnhof) 1889–2006
- Gdańsk-Kłodno (Güterbahnhof Legetor, 1940 Güterbhf. Leeges Tor), 1896–1995
- Gdańsk Kanał Kaszubski (Danzig-Kaiserhafen), 1905–?
- Gdańsk Kokoszki (Kokoschken/Burggraben), 1914–2018
- Danzig Neufahrwasser, 1867–1945 (Zollinland)
- Danzig-Olivaer Tor, 1870–1945
- Danzig Neufahrwasser, 1899–1945 (Freihafen)
- Danzig Strohdeich, 1905–1945